# 日本電視藝人
日本電視藝人（日语： Tarento），是指活躍於各行各業、以自我職業的技能，或其他自身持有的某種天賦，以此出演電視或電台等大眾媒體作品，表現自身才能的人；語源於英語，為和製英語詞彙。例如在時尚節目介紹化粧或穿搭的時尚達人，在飲食節目烹調或介紹料理的美食達人等。另有專門面向某一個特定領域或群體舉辦的「藝人秀」（タレントショー）。

## 主要分野
- 搞笑藝人（日语：お笑いタレント），即负责搞笑，逗观众笑的藝人。主要为搞笑艺人（日语：お笑い芸人），也包括走出劇場，在電視或電台表演的喜剧、相声、评书、小品演员、声音形象的模仿秀艺人、魔术师、漫画乐队成员、歌手等演艺界人士在内[2]。
- 多棲藝人（日语：マルチタレント），演员、歌手、演艺、主持人、配音演员等不同领域双兼或多兼的藝人，类似于中文圈的多栖明星、三栖明星等[3]。
- 地方藝人（日语：ローカルタレント，也称），主要指在某个地方活跃，出演该地域大眾媒體節目的艺人。
- 藝人政治家（日语：タレント政治家），例如電視節目的政治評論家、軍事評論家。
- 外籍藝人（日语：外国人タレント），非媒體所在國的公民，以自身外國人身份和才能知名的藝人。例如一些外國語教育類節目的主持人。
- 体育出身藝人（日语：スポーツ出身タレント）。
- 胖藝人（日语：デブタレント），以肥胖为关注点的藝人。